# Campeonato Sudamericano 1949
Das Campeonato Sudamericano von 1949 war die 21. Ausspielung der südamerikanischen Kontinentalmeisterschaft im Fußball und fand vom 3. April bis 11. Mai zum dritten Mal in Brasilien statt. Bis auf Titelverteidiger Argentinien waren alle 8 seinerzeitigen Mitglieder der CONMEBOL am Start.
Das Turnier wurde wie gehabt im Ligasystem (Jeder gegen Jeden) ausgetragen. Bei Punktgleichheit auf dem ersten Platz war ein Entscheidungsspiel vorgesehen. Da dies erforderlich wurde, gab es mit 29 Spielen und 135 Toren neue Rekordmarken bei der Copa América. Gespielt wurde meist im Estádio São Januário der Heimstätte von CR Vasco da Gama und im Estádio do Pacaembu in São Paulo. Zwei Begegnungen fanden im damaligen Stadion von Botafogo Rio de Janeiro, je eine im Estádio Urbano Caldeira in Santos und Estádio Independência in Belo Horizonte statt. Dabei wurden wie bereits bei früheren Turnieren einige Spiele im Rahmen einer Doppelveranstaltung im gleichen Stadion an einem Tag ausgetragen.
Brasilien gewann nach 1919 und 1922 bei der dritten Austragung des Turniers im eigenen Land auch seinen dritten Titel und bestätigte dadurch seinen Heimnimbus.

## Spielergebnisse
|                                                         |   |           |            |
| 3. April 1949 in Rio de Janeiro (Estadio São Januario)  |   |           |            |
| Brasilien                                               | – | Ecuador   | 9:1 (7:1)  |
| 6. April 1949 in São Paulo (Estadio do Pacaembú)        |   |           |            |
| Bolivien                                                | – | Chile     | 3:2 (0:1)  |
| Paraguay                                                | – | Kolumbien | 3:0 (2:0)  |
| 10. April 1949 in Rio de Janeiro (Estadio São Januario) |   |           |            |
| Peru                                                    | – | Kolumbien | 4:0 (1:0)  |
| Paraguay                                                | – | Ecuador   | 1:0 (0:0)  |
| 10. April 1949 in São Paulo (Estadio do Pacaembú)       |   |           |            |
| Brasilien                                               | – | Bolivien  | 10:1 (4:0) |
| 13. April 1949 in São Paulo (Estadio do Pacaembú)       |   |           |            |
| Brasilien                                               | – | Chile     | 2:1 (2:0)  |
| 13. April 1949 in Rio de Janeiro (Estadio São Januario) |   |           |            |
| Uruguay                                                 | – | Ecuador   | 3:2 (2:2)  |
| Paraguay                                                | – | Peru      | 3:1 (1:0)  |
| 17. April 1949 in São Paulo (Estadio do Pacaembú)       |   |           |            |
| Brasilien                                               | – | Kolumbien | 5:0 (3:0)  |
| 17. April 1949 in Rio de Janeiro (Estadio São Januario) |   |           |            |
| Chile                                                   | – | Ecuador   | 1:0 (1:0)  |
| Bolivien                                                | – | Uruguay   | 3:2 (0:0)  |
| 20. April 1949 in Rio de Janeiro (Estadio São Januario) |   |           |            |
| Peru                                                    | – | Ecuador   | 4:0 (2:0)  |
| Chile                                                   | – | Kolumbien | 1:1 (1:0)  |
| 20. April 1949 in São Paulo (Estadio do Pacaembú)       |   |           |            |
| Uruguay                                                 | – | Paraguay  | 2:1 (1:0)  |
| 24. April 1949 in Rio de Janeiro (Estadio São Januario) |   |           |            |
| Brasilien                                               | – | Peru      | 7:1 (4:1)  |
| 25. April 1949 in São Paulo (Estadio do Pacaembú)       |   |           |            |
| Bolivien                                                | – | Ecuador   | 2:0 (2:0)  |
| Uruguay                                                 | – | Kolumbien | 2:2 (0:1)  |
| 27. April 1949 in Santos (Estadio Villa Belmiro)        |   |           |            |
| Peru                                                    | – | Bolivien  | 3:0 (1:0)  |
| 27. April 1949 in São Paulo (Estadio do Pacaembú)       |   |           |            |
| Paraguay                                                | – | Chile     | 4:2 (3:1)  |
| 30. April 1949 in Rio de Janeiro (Estadio São Januario) |   |           |            |
| Paraguay                                                | – | Bolivien  | 7:0 (2:0)  |
| Brasilien                                               | – | Uruguay   | 5:1 (3:1)  |
| 30. April 1949 in São Paulo (Estadio do Pacaembú)       |   |           |            |
| Peru                                                    | – | Chile     | 3:0 (1:0)  |
| 3. Mai 1949 in Rio de Janeiro (Estadio São Januario)    |   |           |            |
| Ecuador                                                 | – | Kolumbien | 4:1 (2:1)  |
| 4. Mai 1949 in Río de Janeiro (Estadio Botafogo)        |   |           |            |
| Peru                                                    | – | Uruguay   | 4:3 (2:0)  |
| 6. Mai 1949 in Río de Janeiro (Estadio Botafogo)        |   |           |            |
| Bolivien                                                | – | Kolumbien | 4:0 (1:0)  |
| 8. Mai 1949 in Belo Horizonte (Estadio América)         |   |           |            |
| Chile                                                   | – | Uruguay   | 3:1 (0:1)  |
| 8. Mai 1949 in Rio de Janeiro (Estadio São Januario)    |   |           |            |
| Paraguay                                                | – | Brasilien | 2:1 (0:1)  |

| Pl. | Land      | Sp. | S | U | N | Tore    | Diff. | Punkte |
| --- | --------- | --- | - | - | - | ------- | ----- | ------ |
| 1.  | Brasilien | 7   | 6 | 0 | 1 | 039:700 | +32   | 12:20  |
| 1.  | Paraguay  | 7   | 6 | 0 | 1 | 021:600 | +15   | 12:20  |
| 3.  | Peru      | 7   | 5 | 0 | 2 | 020:130 | +7    | 10:40  |
| 4.  | Bolivien  | 7   | 4 | 0 | 3 | 013:240 | −11   | 08:60  |
| 5.  | Chile     | 7   | 2 | 1 | 4 | 010:140 | −4    | 05:90  |
| 6.  | Uruguay   | 7   | 2 | 1 | 4 | 014:200 | −6    | 05:90  |
| 7.  | Ecuador   | 7   | 1 | 0 | 6 | 007:210 | −14   | 02:12  |
| 8.  | Kolumbien | 7   | 0 | 2 | 5 | 004:230 | −19   | 02:12  |

### Entscheidungsspiel
|                                                       |   |          |           |
| 11. Mai 1949 in Rio de Janeiro (Estadio São Januario) |   |          |           |
| Brasilien                                             | – | Paraguay | 7:0 (3:0) |

## Beste Torschützen
| Rang | Spieler              | Tore |
| ---- | -------------------- | ---- |
| 1    | Jair                 | 9    |
| 2    | Ademir de Menezes    | 7    |
|      | Tesourinha           | 7    |
|      | Dionisio Arce        | 7    |
|      | Jorge Duilio Benítez | 7    |
| 6    | Víctor Ugarte        | 5    |
|      | Simão                | 5    |
|      | Zizinho              | 5    |
| 9    | Félix Castillo       | 4    |
|      | Ramón Castro         | 4    |